# Największe przeboje 1993-96
Największe przeboje 1993-96 – piąty album zespołu Milano wydany w 1996 roku w firmie fonograficznej Green Star. Płyta zawiera 16 piosenek (w tym 3 piosenki premierowe, 12 starych przebojów w nowych wersjach oraz intro).

## Lista utworów
1. Intro - 1:12
2. "Dla nas" - 4:39
3. "Brązowe oczy" - 5:36
4. "Puste słowa" - 4:17
5. "Pory roku" - 4:12
6. "Jasnowłosa ( Konc.)" - 4:49
7. "O Tobie kochana" - 4:52
8. "Szumi las" - 4:26
9. "Bara bara ( Intro )" - 5:03
10. "Kasiu Katarzyno" - 4:51
11. "Tylko Ty" - 4:16
12. "Jesteś mym marzeniem" - 4:36
13. "O Mario Magdaleno" - 4:46
14. "Piękna jak sen" - 4:23
15. "Jesteś moją naj" - 4:06
16. "Nie odchodź" - 4:45